# Hans Pappenheim

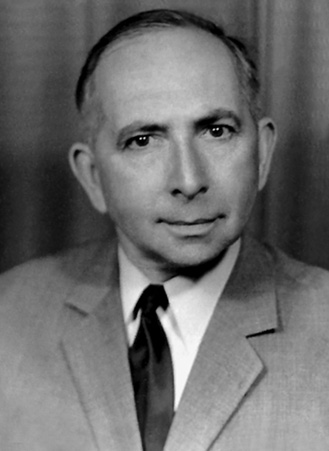
Hans E. Pappenheim, 1969

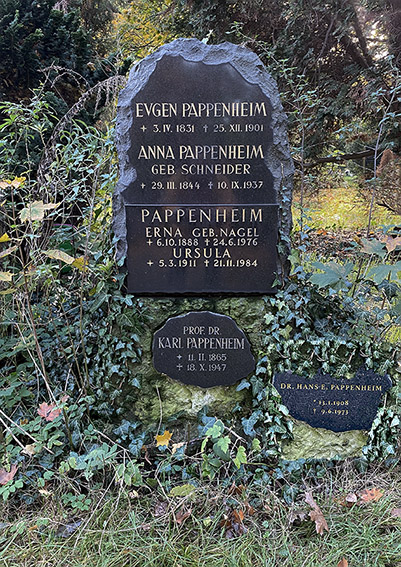
Familiengrab Pappenheim, Alter Luisenstädtischer Friedhof, Berlin-Kreuzberg

Hans Eugen Pappenheim (* 13. Januar 1908 in Groß-Lichterfelde; † 9. Juni 1973 in Berlin-Lichterfelde) war ein deutscher Kunsthistoriker.

## Leben
Hans Pappenheim war der Sohn des Gymnasialprofessors Dr. Karl Pappenheim (1865–1947) und seine Frau Erna geb. Nagel (1888–1976). Nach dem Besuch des Schiller-Gymnasiums in Lichterfelde studierte er Zeitungswissenschaften und Kunstgeschichte an der Universität Berlin, wo er 1935 mit einer Dissertation „Mussolinis Wandlung zum Interventionismus“ promoviert wurde.
1933 wurde er als sogenannter „Vierteljude oder Mischling 2. Grades“ vom „Lichterfelder Anzeiger“ entlassen, aus allen Vereinigungen ausgeschlossen und erhielt Beschäftigungsverbot. Am 30. Juli 1937 erhielt er eine Sondergenehmigung der Schrifttumkammer für „Mischlinge“ zur Ausübung schriftstellerischer Tätigkeit. 1939 wurde er Mitglied des Vereins für die Geschichte Berlins. Er nahm am Zweiten Weltkrieg als Unteroffizier teil und geriet in Italien in Kriegsgefangenschaft.
Nach seiner Entlassung war er von 1947 bis 1967 als Kunstberater der französischen Militärregierung in Berlin tätig. Vom 1. Oktober 1967 bis zu seinem Ruhestand 1973 war er als Sachbearbeiter im Amt für Denkmalpflege von Berlin beschäftigt und hier insbesondere für die Inventarisierung des Bezirks Kreuzberg tätig.
Hans Pappenheim starb im Juni 1973 im Alter von 65 Jahren in Berlin-Lichterfelde. Sein Grab befindet sich im Familiengrab der Pappenheims auf dem Alten Luisenstädtischen Friedhof in Berlin-Kreuzberg.

## Ehrungen
- 1968 Ritter des Ordre des Palmes Académiques
- 1971 Fontane-Plakette der Landesgeschichtliche Vereinigung für die Mark Brandenburg
- 1972 Fidicin-Plakette in Silber des Vereins für die Geschichte Berlins anlässlich seines 65. Geburtstages

## Veröffentlichungen (Auswahl)
- Mussolinis Wandlung zum Interventionismus. Jena 1935 (Dissertation).
- Dürer im Etschland. In: Zeitschrift des Deutschen Vereins für Kunstwissenschaft Band 3, 1936, S. 35–90.
- Julius Uschner, ein Lübbener Maler. Ein Beitrag zur Lübbener Familiengeschichte vom 17. bis 19. Jahrhundert. In: Niederlausitzer Mitteilungen. Jahrbuch der Niederlausitzer Gesellschaft Band 27, 1939, S. 142–150.